# Tablou de vânătoare
Tablou de vânătoare (în poloneză Pokot) este un film polonezo-germano-ceho-suedezo-slovac thriller de mister de crimă din 2017 regizat de Agnieszka Holland, o ecranizare a romanului Poartă-ți plugul peste oasele morților de Olga Tokarczuk. Filmul a avut premiera la 24 februarie 2017 în Polonia.  
Tablou de vânătoare spune povestea unei femei în vârstă, Janina Duszejko, inginer pensionar, profesoară de engleză la școală, vegetariană, care se ocupă de astrologie și locuiește într-un sat situat la marginea văii Kłodzko din Munții Sudeți. Personajul principal este bazat, printre altele, de Teresa Chmura-Pełech.
A fost selectat pentru a concura pentru Ursul de Aur în secțiunea principală a competiției celei de a 67-a ediții a Festivalului Internațional de Film din Berlin, unde a avut premiera mondială. La Berlin, filmul a primit Premiul Alfred Bauer (Ursul de Argint).  A fost selectat ca propunerea Poloniei la Premiul Oscar pentru cel mai bun film străină a 90-ediție a premiilor Oscar, dar nu a fost nominalizat pe lista scurtă.

## Prezentare
Filmul are loc într-o regiune muntoasă îndepărtată a Văii Kłodzko din sud-vestul Poloniei, unde o femeie în vârstă excentrică, Janina Duszejko, locuiește împreună cu cei doi câini ai săi. Câinii ei dispar într-o zi în timp ce ea dă în pădure peste o femeie din localitate, Dobra Nowina, pe care o duce la magazin. Se confruntă cu vecinul ei pe care îl numește „Big Foot”, care este un vânător local. Într-o noapte, este trezită de un alt vecin, Swierszcynski („Matoga”), care îi spune că Big Foot este mort. Cei doi se duc în casa acestuia și mută corpul de pe podea în pat. Duszejko este interogată de șeful poliției locale și ea îi aduce aminte de plângerile ei cu privire la câinii dispăruți. Poliția îi respinge plângerile. După întâlnirea cu Duszejko, șeful poliției se întâlnește cu Jaroslav Wnetzak, un om de afaceri local care îi dă șefului un ultimatum despre banii pe care șeful îi datorează. Duszejko se plânge preotului local cu privire la câinii ei, dar este condamnată pentru blasfemie pentru că a tratat animalele ca pe oameni. Duszejko este deranjat de activitatea de vânătoare locală și de uciderea animalelor din zonă.
Ea încearcă să oprească o vânătoare locală, dar este oprită și umilită de Wnetzak.
În timpul iernii, ea și Dyzio, o persoană de la departamentul IT angajată de poliție, văd noaptea vehiculul abandonat al șefului poliției. Ei descoperă trupul șefului în apropiere. Acesta este mort cu o lovitură în cap și există urme de animale lângă corp. Ea este interogată de procuror, care este fiul lui Swierszcynski, despre cadavru. Vorbește despre urmele pe care le-a găsit și teoria ei despre astrologie. Procurorul îi respinge teoriile. Duszejko se împrietenește cu Dyzio și Nowina, care lucrează acum pentru Wnetzak - atât la magazinul local, cât și la bordelul pe care îl conduce Wnetzak. Dyzio îi este recunoscător lui Duszejko pentru că a păstrat secretul despre epilepsia sa. Nowina are un frate mai mic care este abuzat de tatăl lor. Nowina a încercat să obțină custodia fratelui ei, dar află că Wnetzak a raportat-o ca fiind incapabilă de două ori. Duszejko se oferă să ajute la obținerea custodiei fratelui Nowinei. Mai târziu, Duszejko descoperă corpul unui tânăr mistreț și încearcă să raporteze o ucidere a mistrețului în afara sezonului de vânătoare. Dar poliția râde de declarațiile sale.
Vara, Duszejko se întâlnește în pădure cu entomologul ceh Boros Schneider. El a descoperit cadavrul lui Wnetzak și a chemat poliția. Corpul a stat în pădure de luni de zile. Duszejko și Boros încep o relație romantică, iar Boros îi explică despre feromonii care atrag anumiți gândaci. Duszejko este interogat de procuror cu privire la moartea lui Wnetzak. Ea vine cu o teorie conform căreia victimele au fost ucise de animale, deoarece toți erau vânători. Nowina este inițial arestată pentru moartea lui Wnetzak din cauza amenințărilor pe care le-a făcut la adresa acestuia. Vara, Duszejko merge la un bal costumat la care participă toți localnicii. Ea îl vede pe primarul bețiv Wolski abuzându-și soția, spunându-i să aștepte în mașină în timp ce își continuă petrecerea. Duszejko o mângâie pe soție și îi spune să meargă acasă și că va avea ea grijă de Wolski și se va asigura că ajunge acasă.
A doua zi poliția apare la ușa ei. O pun sub arest pentru moartea lui Wolski, pentru că a fost ultima care l-a văzut pe primar în viață. Ea a spus că s-a dus să-l caute pe primar în aceea seară, dar nimeni nu știa unde se află. Ea a spus că a presupus că altcineva l-ar fi dus acasă. Apoi, ea explică teoria astrologiei polițiștilor care, obosiți de insistența ei, o eliberează. Ea participă la slujba bisericii și este foarte supărată de predica preotului, care aduce mulțumiri vânătorilor. Devine isterică și este scoasă din biserică. În timp ce se afla în afara bisericii, ea vede un cioban care transportă un obiect către turnul bisericii (mai devreme ea a spus că unele coțofene pornesc incendii ducând mucuri de țigară aprinse la cuiburile lor).
Duszejko are apoi un flashback cu moartea șefului poliției. Ea a fost cea care l-a ucis pe șeful poliției lovindu-l în cap în timp ce a lovit-o accidental în timp ce schia. Apoi a plantat urme de animale în jurul corpului. Se grăbește spre casă și încearcă să fugă, dar vehiculul ei nu pornește. Are un alt flashback în care îl atrage pe Wnetzak în pădure spunându-i că i-a găsit banii. Apoi îl lovește în cap până moare, după care merge la ferma de vulpi a lui Wnetzak și eliberează toate animalele.
Dyzio, care este alături de Nowina, își amintește că trupul primarului era acoperit cu gândaci și că Duszejko purta feromoni care atrăgeau gândacii. Dyzio crede că Duszejko a fost responsabilă pentru toate decesele. Dyzio află că biserica a luat foc și că preotul este mort. Dyzio și Nowina decid să meargă la Magota pentru a stabili ce să facă. O găsesc pe Magota stând cu Duszejko la masa ei din bucătărie. Îi înmânează lui Nowina o fotografie care îi arată pe toți vânătorii locali cu prada lor de vânătoare. inclusiv cei doi câini ai doamnei Duszejko. Duszejko a spus că a găsit fotografia la Big Foot după moartea sa  și povestește apoi despre moartea lui Wolski. L-a găsit singur după petrecere, bolnav și i-a cerut doamnei Duszejko să-l ducă acasă. Ea l-a confruntat cu privire la împușcarea câinilor ei și el a recunoscut, dar a spus că nu știa că sunt câinii ei. Apoi îi spune să bea feromonii pe care îi avea cu ea și îl duce în pădure sub pretextul că-l duce acasă. Magota, Dyzio și Nowina decid că o vor ajuta pe Duszejko să fugă din oraș. Poliția este pe urmele lui Duszejko, dar Dyzio își folosește abilitățile IT pentru a opri curentul electric din oraș ceea le permite să scape.
În scena finală, Duszejko, Magota, Dyzio, Nowina, fratele lui Nowina și Boros iau cu toții un prânz fericit, undeva într-o casă din țară.
Titlul în limba poloneză, Pokot, este un termen vânătoresc care se referă la numărul de animale sălbatice ucise. Titlul în limba engleză Spoor se referă la urmele sau mirosul lăsat în urma sa de vânat.

## Distribuție
- Agnieszka Mandat - Janina Duszejko (ca Agnieszka Mandat-Grabka)
- Wiktor Zborowski - Swietopelk Swierszczynski 'Matoga'
- Jakub Gierszal - Dyzio
- Katarzyna Herman - Zona Prezesa
- Andrzej Grabowski - Prezes Wolski
- Tomasz Kot - Prokurator Swierszczynski
- Borys Szyc - Jaroslaw Wnetrzak
- Miroslav Krobot  Boros Schneider
- Marcin Bosak - Ksiadz Szelest
- Patrycja Volny - Dobra Nowina

## Producție
Filmul a fost produs de Studio Filmowe Tor, iar co-producători au fost: Heimatfilm GmbH (Germania), Nutprodukce (Republica Cehă), The Chimney Group (Suedia), Nutprodukcia (Slovacia),  Narodowy Instytut Audiowizualny (Institutul Național al Audiovizualului), Odra Film, HBO Polska și Agora SA.
Filmările au avut loc, printre altele, în: Bystrzyca Kłodzka, Międzygórze , Nowa Ruda.